# 1729 en science
| Années de la science : 1726 - 1727 - 1728 - 1729 - 1730 - 1731 - 1732    |
| Décennies de la science : 1690 - 1700 - 1710 - 1720 - 1730 - 1740 - 1750 |

Cet article présente les faits marquants de l'année 1729 en science.

## Événements
- 9-16 janvier : James Bradley, dans une lettre adressée à Edmond Halley FRS, décrit sa découverte de l'aberration de la lumière[1].
- 31 juillet  :  Nicolas Sarrabat, un professeur de mathématique de Marseille, découvre à Nîmes la comète C/1729 P1, probablement la plus grande comète, avec la plus grande magnitude apparente[2].

- L'opticien anglais Chester Moore Hall (1703-1771) développe une lentille achromatique utilisée dans les objectifs des petites lunettes astronomiques[3].
- Stephen Gray découvre la conduction de l'électricité[4].

## Publications
- Pierre Bouguer : Essai d'optique sur la gradation de la lumière. Première étude de la loi de Beer-Lambert[5].
- Andrew Motte : The Mathematical Principles of Natural Philosophy, la première traduction en anglais des Philosophiæ Naturalis Principia Mathematica d'Isaac Newton,  (originellement publiées en 1687. Motte a traduit l'édition de 1726)[6].

## Naissances

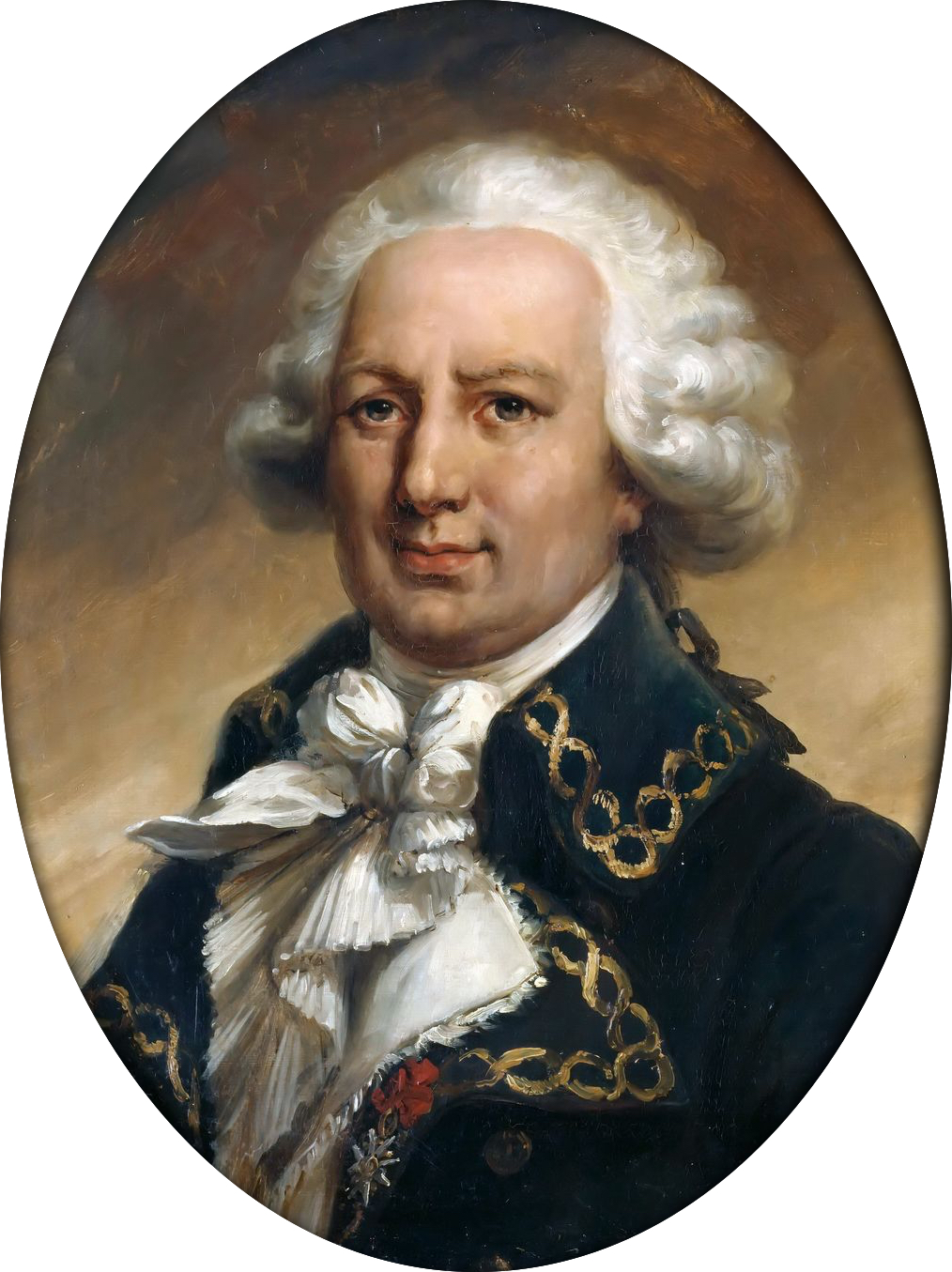
Louis Antoine de Bougainville.
Portrait par Jean-Pierre Franque.

- 2 janvier : Johann Daniel Titius († 1796), astronome allemand.
- 12 janvier : Lazzaro Spallanzani († 1799), biologiste italien.
- 31 janvier : Pehr Löfling († 1756), botaniste suédois.
- 3 août : Anton Rolandsson Martin († 1785), botaniste suédois.
- 11 août : Marc Antoine Louis Claret de La Tourrette († 1793), botaniste français.
- 31 août : Friedrich Wilhelm Martini († 1778), médecin et naturaliste allemand.
- 25 septembre : Christian Gottlob Heyne († 1812), philologue et archéologue allemand.
- 22 octobre : Johann Reinhold Forster († 1798), ethnologue et ornithologue allemand.
- 11 novembre : Louis Antoine de Bougainville († 1811), explorateur français.
- 21 novembre : Josiah Bartlett († 1795), médecin et politicien américain.
- 31 décembre : Johann Gottlieb Georgi († 1802), chimiste et géographe allemand.

- Benjamin Donn (mort en 1798), mathématicien anglais.
- Carl Fredrik Hoffberg (sv) († 1790), botaniste suédois.

## Décès
- 31 janvier : Jakob Roggeveen (né en 1659),  explorateur néerlandais.
- 11 février : Giovanni Girolamo Zannichelli  (né en 1662), pharmacologue, chimiste et botaniste italien,
- 2 mars : Francesco Bianchini (né en 1662), philosophe et scientifique italien.
- 7 mars : Philippe Naudé l'Ancien (né en 1654), mathématicien et théologien huguenot français.
- 11 mai : Johann Wilhelm Baier (né en 1675), théologien luthérien, physicien et mathématicien allemand.
- 5 août : Thomas Newcomen (né en 1664), inventeur anglais.
- 1er décembre : Giacomo Filippo Maraldi  (né en 1665), astronome franco-italien.